# Lévai Lajos
Lévai Lajos (Kolozsvár, 1894. június 27. – Székelyudvarhely, 1974. június 7.) romániai magyar író, helytörténész, tanár.

## Életpályája
Középiskoláit ösztöndíjasként a kolozsvári Református Kollégiumban végezte 1914-ben. Középiskolás korában a Remény című kolozsvári diáklap szerkesztője volt. Eötvös József demokratikus eszméiről írt dolgozatával megnyerte az iskola pályadíját. Az első világháborúban a galíciai fronton vett részt előbb hadnagyi, majd főhadnagyi rangban. Egyetemi tanulmányait a kolozsvári egyetem Történelem-Földrajztudomány Tanszékén végezte 1923-ban. 1923-ban megnősült. Felesége Kocsány Zsuzsanna (1905, Várkudú, Beszterce-Naszód megye – 2004, Kolozsvár). Öt leánya (Júlia, Ildikó, Enikő, Claudia, Éva) és két fia (Levente, Zsolt) született. Unokái Bréda Ferenc író, Zsigmond Éva asztrobiológus (Houston, NASA), Lévai László orvos (Nancy), Nicula György Zsolt orvos (Kolozsvár). A szegedi egyetemen szerzett bölcsészeti doktorátust 1926-ban. 1918 és 1926 között Fogarason, Kolozsváron és Petrozsényben (1918-1926) tanított.
Petrozsényi éveitől kezdődően haláláig közeli barátja, Bicsérdy Béla bicsérdizmusának, mint életmódnak az elkötelezett híve volt. A két világháború közötti időszakban több ízben járt tanulmányúton Törökországban. 1926-tól Székelyudvarhely művelődéstörténeti életének egyik vezéregyéniségeként tevékenykedett : a székelyudvarhelyi Református Kollégium (majd Tanítóképző) rendes tanára, a székelyudvarhelyi Római Katolikus Főgimnázium óraadó tanára (1932-1936), a Székely Dalegyletnek elnöke, a székelyudvarhelyi Munkástestedző Egylet elnöke, az IKE (Ifjúsági Keresztyén Egyesület) díszelnöke, a székelyudvarhelyi Református Férfiszövetség titkára, a székelyudvarhelyi Református Kollégium igazgatója (1946-1948) volt. Közírói pályáját a kolozsvári Ellenzéknél és a Brassói Lapoknál kezdte. Néprajzi, társadalmi, művelődéstörténeti írásai a két világháború közötti időszakban a Keleti Újság, a Harangszó és az Ifjú Erdély című lapokban jelentek meg.
Szoros baráti kapcsolatban állt Haáz Rezső székelyudvarhelyi néprajzkutatóval, Kováts István székelyudvarhelyi műfényképésszel, György Dénes szavalóművésszel, Tamási Áronnal, Nyirő Józseffel, Széfeddin Sefket bejjel, Tomcsa Sándorral, Tompa Lászlóval. A kommunista hatalomátvétel után egy évig a szamosújvári börtönben tartják őrizetben. Fogvatartásának ideje alatt Rózsa Sándor életútjának levéltári anyagait kutatta. A hatvanas évektől kezdődően a marosvásárhelyi Vörös Zászlóban, a budapesti Élet és Tudományban és a csíkszeredai Hargita című napilap kulturális mellékleteiben közölte rendszeresen tudománynépszerűsítő tanulmányait, írásait és Mazsolák című aforizmáit. Az ebben az időszakban írt színdarabjai kéziratban maradtak. Az eszperantista mozgalom lelkes híve volt. Szívbetegségét a kovásznai szanatóriumban kezelték több éven keresztül. Életpályájának utolsó évtizedében fokozódó figyelemmel fordult a kínai kultúra tanulmányozása felé. A székely-magyar rovásírás elmélyült tanulmányozását és korszerű használatát szorgalmazta. Öt évtizedes művelődéstörténeti tevékenysége folyamán mindvégig Kőrösi Csoma Sándor és Orbán Balázs tudományos munkásságát tartotta követendő eszményképének. A Székelyföld megkülönböztetett kegyelettel őrzi munkásságának emlékét.

## Ismeretterjesztő és néprajzi jellegű munkái
- Székelyföldi képek. Első kiadás, Minerva, Kolozsvár, 1934. Második kiadás, Minerva, Kolozsvár, 1940 ,
- Székely betlehemi játék és lakodalmi ének, Székelyudvarhely, 1935
- Székelyföldi kis tükör, Kókai Lajos könyvkiadója, Budapest, 1942
- Ez a föld a mienk. Egy pesti diák utazása Erdélyben; Pantheon, Bp., 1943

## Településtörténeti munkái
- Petrozsény települése, demográfia, Székelyudvarhely, 1927
- Lengyelfalva (Polonița) monográfiája. Báró Orbán Balázs szülőfaluja. Székelyudvarhely, 1935

## Ifjúsági regényei
- A szakadék szélén, ifjúsági regény, Kolozsvár, 1933
- Becsülettel és akarattal, ifjúsági regény, Budapest, 1942
- Egy székelyföldi iskolamester levelei, ifjúsági olvasmányok, Székelyudvarhely, 1943 [halott link]

## Színművei
- Bálványos vára, székely-történelmi színmű, Székelyudvarhely, 1940
- Hát érdemes volt ?, zenés egyfelvonásos, Székelyudvarhely, 1941
- Buzogány és felesége, egyfelvonásos, zenés színmű. Székelyudvarhely, 1941

## Egyéb művei
- A Székely Dalegylet emlékkönyvecskéje (1868-1938). Székelyudvarhely, 1939
- Parabolák. Történetek: a porszemről, a virágról, a szívről, a székelyről, az emberről, a könnyről és a mosolyról, Székelyudvarhely, 1943
- Életem, emlékeim, fényképeim.... Önéletrajzi és kortörténeti dokumentumok (kézirat), 1970

## Közlései a két világháború közötti sajtóban
- Lévay Lajos, Almási barlang. In : Ifjú Erdély, 1930. 3. szám, p. 44–45.
- Lévay Lajos dr., Báró Orbán Balázs: “Székelyföld leírása” c. műve néprajzi adatai. In : Ifjú Erdély, 1930., 5. szám, p. 109–110.
- Lévay Lajos dr., Báró Orbán Balázs: “Székelyföld leírása” c. műve néprajzi adatai... In : Ifjú Erdély, 1930., 6. szám, p. 131–132.
- Lévay Lajos dr., Báró Orbán Balázs: “Székelyföld leírása” c. néprajzi adatai. In : Ifjú Erdély, 1930., 7. szám, p. 154–155. Illusztráció
- Lévay Lajos dr., Orbán Balázs: “Székelyföld leírása” c. műve néprajzi adatai. In : Ifjú Erdély, 1930., 8. szám, p. 179–180.
- Lévai Lajos, Idill. In : Pásztortűz, 1932, 13-14. sz., 206 old., novella – karcolat. Vö. Bokor Gizella és Bokor-Kiss Anna, Pásztortűz repertórium, 1921–1944
- Lévai Lajos, Jóságos krízis. In : Pásztortűz, 1932, 13-14. sz., 206. old., novella – karcolat. Vö. Bokor Gizella és Bokor-Kiss Anna, Pásztortűz repertórium, 1921–1944
- Dr. Lévay Lajos, Székely betlehemes játék és lakodalmas ének. In : Kiáltó Szó, 1936. márc. 1. (X. évf. 3.), 39.
- Lévai Lajos, dr., "Szerencsések vagytok ti, akik nem a vérontás és országok után áhítoztok, hanem a tudományoknak éltek"! Látogatás a székelyudvarhelyi Református Tanítóképző könyvtárában. In : Független Újság, 8. p. 7. évf., 9. Sz., 1940. április 27.